# Parroquia de St. Charles
La parroquia de St. Charles (en inglés: St. Charles Parish), fundada en 1807, es una de las 64 parroquias del estado estadounidense de Luisiana. En el año 2000 tenía una población de 48.072 habitantes con una densidad poblacional de 65 personas por km². La sede de la parroquia es Hahnville.

## Geografía
Según la Oficina del Censo, la parroquia tiene un área total de 1062 km² (410 mi²), de la cual 735 km² (283,8 mi²) es tierra y 328 km² (126,6 mi²) (30.85%) es agua.

### Parroquias adyacentes
- Lago Pontchartrain - noreste
- Parroquia de Jefferson - este
- Parroquia de Lafourche - suroeste
- Parroquia de St. John the Baptist - noroeste

## Carreteras
- Interestatal 10
- Interestatal 310
- U.S. Highway 61
- U.S. Highway 90
- Carretera Estatal de Luisiana 18
- Carretera Estatal de Luisiana 3127
- Carretera Estatal de Luisiana 48

## Demografía
En el 2000 la renta per cápita promedia de la parroquia era de $45,139, y el ingreso promedio para una familia era de $50,562. En 2000 los hombres tenían un ingreso per cápita de $40,651 versus $24,780 para las mujeres. El ingreso per cápita para la parroquia era de $19,054. Alrededor del 11.40% de la población estaba bajo el umbral de pobreza nacional.

## Ciudades y pueblos
- Ama
- Bayou Gauche
- Boutte
- Des Allemands
- Destrehan
- Ormond
- Hahnville
- Killona
- Luling
- Montz
- New Sarpy
- Norco
- Paradis
- St. Rose
- Taft